# ハインツ
H・J・ハインツ・カンパニー（H. J. Heinz Company）、通称ハインツは、アメリカ合衆国の食品メーカーであり、現在はクラフト・ハインツの事業部である。ペンシルベニア州ピッツバーグのPPGプレイスに本部を置き、フランス、カナダ、イギリス、ドイツ、オランダ、オーストラリア、韓国にグループ企業がある。
1869年にヘンリー・J・ハインツによって設立された。現在は、6大陸に工場を有し、200以上の国・地域でピクルス、ビネガー、スープ、ソース類、冷凍食品、離乳食、冷凍ポテトなどを販売している。同社は、世界1位または2位の食品ブランドを150種類有していると主張している。ケチャップのアメリカでの市場シェアは50%であり、オレアイダブランドの冷凍ポテトのアメリカでのシェアは46%である。
2013年2月、投資ファンドのバークシャー・ハサウェイと3Gキャピタルにより230億ドルで買収された。2015年3月、両社の主導によりクラフトフーズとの合併が発表された。合併は2015年7月2日に完了し、その結果誕生したクラフト・ハインツは、世界で第5位の食品メーカーとなった。

## 歴史

### 19世紀

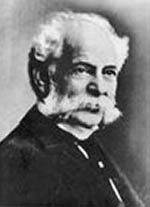
創業者のヘンリー・J・ハインツ

ハインツ社は、ヘンリー・J・ハインツによって設立され、社名はその名前を冠している。ハインツは、ドイツ系移民の両親の元でアメリカ・ピッツバーグで生まれた。
ハインツは幼い頃から家庭菜園で収穫した野菜を売り歩いていた。12歳で家庭菜園を拡大して収益の一部を馬や馬車に投資して収入を増やした。15歳のときに、地元の特産であるホースラディッシュの瓶詰の製造販売を始めた。それまでホースラディッシュの瓶詰は、濃い緑色の瓶に入れて売られ、別の野菜を入れてごまかしたり、防腐剤や着色料が入れられたりすることもあった。ハインツは、そのようなごまかしをしていないことの証として透明な瓶に入れて販売し、消費者に受け入れられた。
1869年、25歳の時にペンシルバニア州シャープスバーグで友人のL・クラレンス・ノーブルと共同で、ホースラディッシュの瓶詰を製造販売するハインツ&ノーブル社を設立した。ちょうどその年に大陸横断鉄道が開通して全米に輸送できるようになったことから事業は拡大の一途をたどった。1872年に会社を法人化し、1875年までにザワークラウト、ビネガー、ピクルスなどの販売も行うようになった。しかし1875年、例のないほどの豊作だったことから原材料を大量に仕入れたが、これにより経営状態が悪化し、さらに金融恐慌によって取引銀行が倒産したことから、同年末にハインツの会社も倒産することになった。
その翌年、弟のジョン・ハインツ、従兄弟のフレデリック・ハインツと共同でF&Jハインツ社を設立した。ハインツは、それまで各家庭で作られていたトマトケチャップの大量生産を始め、大成功した。ハインツは1888年に他の2人の持ち分を買収し、H・J・ハインツ社に改組した。

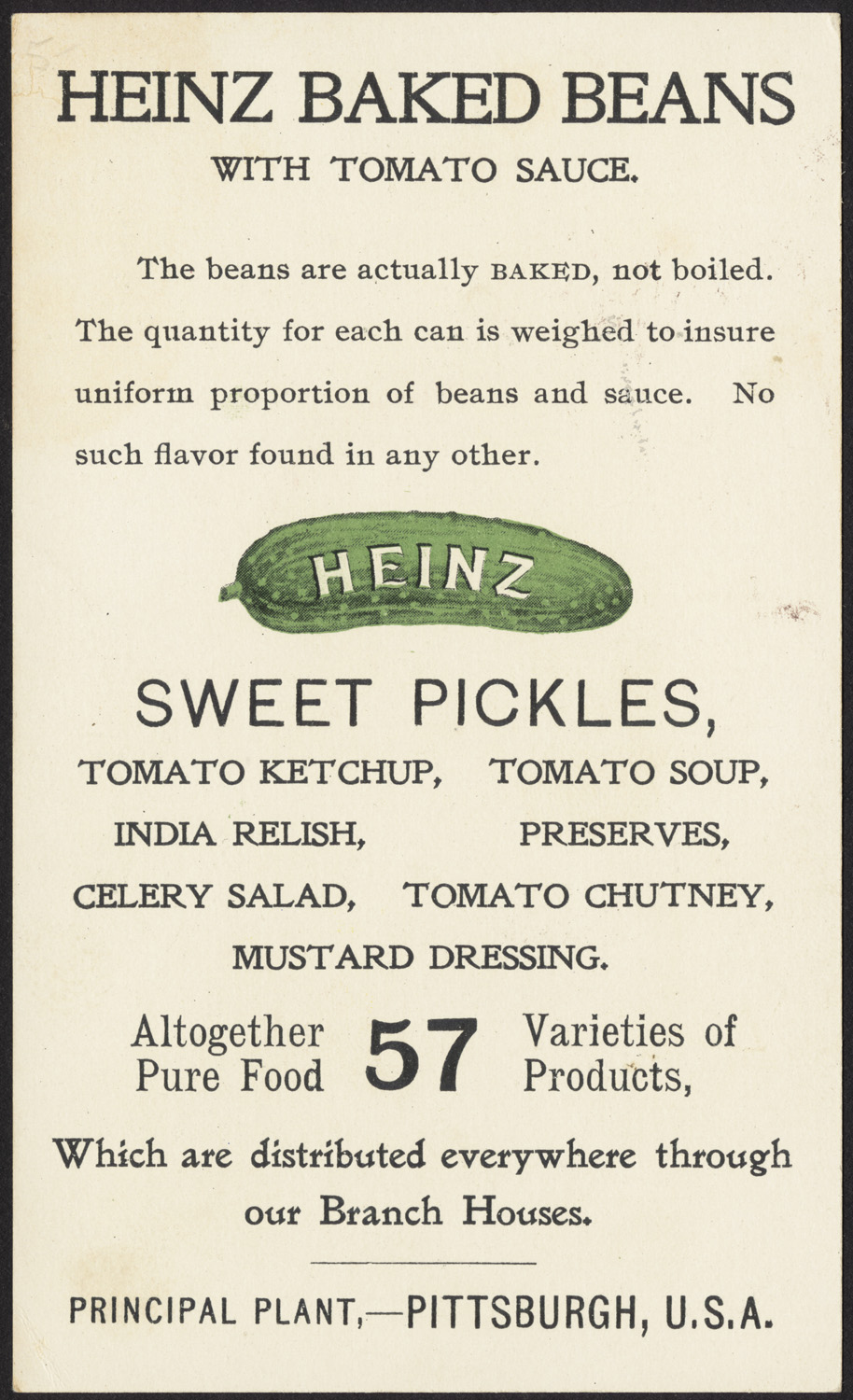
19世紀のハインツ社の広告

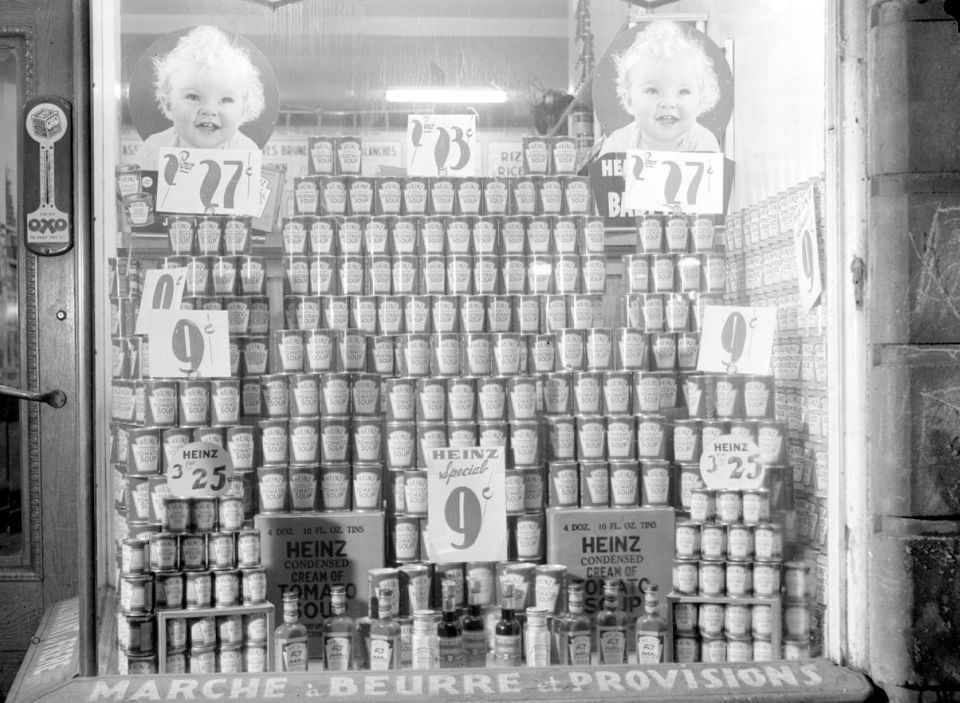
食料品店の店頭に展示されたハインツ社の缶詰（1944年、カナダ・ケベック州にて）

1896年から、ハインツ社は"57 Varieties"（57種類）というキャッチコピーを使用している。これはハインツがニューヨークで電車に乗っているときに見た"21 styles"という靴屋の広告にヒントを得たものである。当時既にハインツ社の商品は60種類以上あったが、"57"という数字を選んだことについてハインツは当時、「この数字の心理的影響と、全ての年齢の人々にとっての恒久的な重要性」と説明していた。一方で、自身と妻のラッキーナンバーが5と7だったためとも説明している。

### 20世紀
ハインツ社は1905年に法人化され、ハインツは初代社長となり、亡くなるまでその地位にあった。19世紀当初は食の安全という概念が存在せず、店頭で販売されている商品に現在では有害とされる物質が添加されていることや腐っていることが普通であったが、ハインツは自らの商品の安全性をセールスポイントとすべく、ケチャップを透明のビンに入れて販売し、アメリカ政府にも食品添加物についての規制を法制化するようロビー活動を行い、その結果は1906年に純正食品薬物法として結実した。1908年、カナダのオンタリオ州レミントンにトマトなどの加工工場を設立した。この工場は2014年に売却された。ハインツ社は、細菌汚染などの問題を解決するための技術を積極的に取り入れた。社長自ら「従業員の管理による品質の維持」を監督し、女性従業員のために温水シャワーと週1回の爪のケアを提供した。また、自社の工場をいち早く電化し、フォードに先んじてライン生産方式を導入した。
1919年に初代社長のヘンリー・J・ハインツが死去し、その次男のハワード・ハインツが2代目社長に就任した。世界恐慌中の1930年、ハインツ社は、調理せずとも食べられるスープとベビーフードを販売し、不況下で広く受け入れられてトップセラーとなった。1941年にハワード・ハインツが死去し、その長男のジャック・ハインツが社長となった。第二次世界大戦中は、前線で戦うイギリスのための食料を支援した。ピッツバーグの工場は、一時、軍用のグライダーの製造に利用された。戦後、ハインツ社はアメリカ国外に工場を展開した。また、ポテト製品のオレアイダとツナ缶のスターキストを買収した。
1959年、長年ハインツ社に勤めていたフランク・アーマー・ジュニアが社長兼COOに選出された。創業家以外の人物が社長となったのは、創業以来初めてのことだった。アーマーは1966年に副会長になり、後に子会社のオレアイダの会長兼CEOに就任した。
1973年、トニー・オライリーが社長に就任した。オライリーは、1969年にハインツ社のイギリス法人に入社してマネージング・ディレクターとなり、1971年にピッツバーグの本社に異動して、北米・太平洋地域担当のシニア・ヴァイスプレジデントとなっていた。オライリーは1979年にCEO、1987年に会長に就任した。

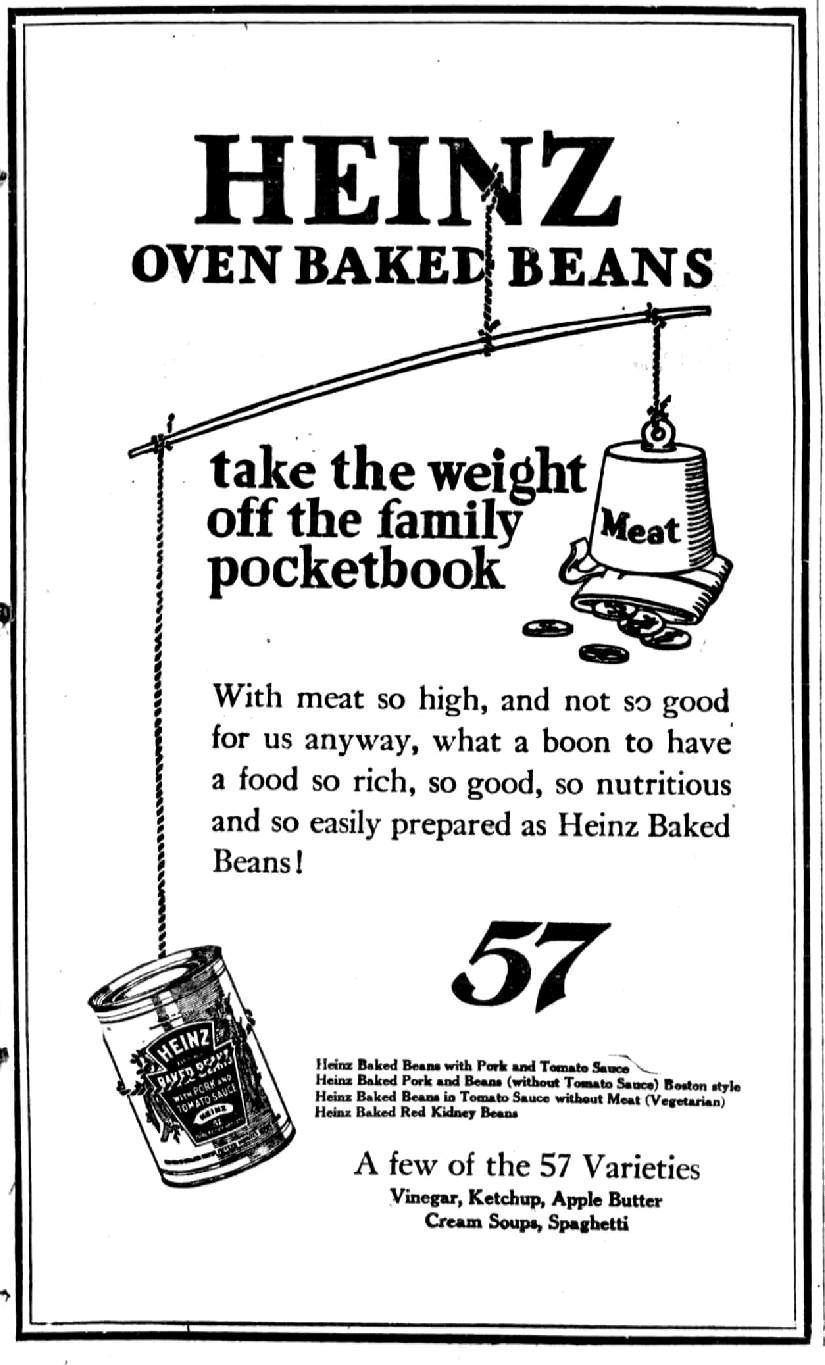
1919年のオーブン・ベイクド・ビーンズの広告

1981年から1991年にかけて、ハインツ社の年間の収益は28%を記録した。しかし、それから2000年までに、食料品店チェーンの統合や、ウォルマートのような大規模小売業者の出現、プライベートブランドの成長により、業者間での陳列棚のスペースの奪い合いが発生し、同社の製品の価格に対する小売業者からの値下げ圧力がかかるようになった。また、アメリカにおける購買層の変化、特に、ヒスパニック系の人口増加やアフリカ系アメリカ人の購買力向上への対応が不十分であったことも、同社の衰退の原因とされる。1998年、業績不振の責任を取ってオライリーは退任し、副社長のウィリアム・R・ジョンソンが後任のCEOに就任した。

### 21世紀
2001年7月、ボーデンのパスタソース、ドライブイヨン、スープ事業を買収した。同年8月22日、ハインツ社はアンカー・フーズ・プロダクツの一部ブランド（ポッパーズ、TGIフライデーズ）を買収すると発表し、9月25日に買収が完了した。2002年、スターキストと9ライブスをデルモンテ・フーズに売却した。
2008年6月にイギリスで放映されたハインツ社の新商品「ニューヨーク・デリ・マヨ」のコマーシャルには、家族が見ている中で男性同士でキスをするシーンがあり、物議を醸した。イギリスの広告業界の自主規制組織である広告基準局には200件の苦情が寄せられた。この広告は5週間放映される予定だったが、同社は同年6月24日に放映を打ち切ると発表した。すると今度は、広告を取り下げたことに対して、同性愛嫌悪であるとして批判が起こった。LGBT権利団体のストーンウォールは、ハインツ社製品の不買運動を呼びかけた。また、イギリスの同性愛者が360万人と推定されているのに対し、たった200件の苦情に対応したことも批判された。ダイアン・アボット国会議員は、ハインツ社による広告の取り下げについて、「思慮に欠けている」「ゲイコミュニティを不快にさせている」と述べた。
2013年2月14日、投資ファンドのバークシャー・ハサウェイと3Gキャピタルがハインツ社を230億ドルで買収したことが発表された。ハインツ社の負債を含めると、この取引は280億ドルと評価された。ハインツ社によれば、これは食品業界における史上最大の買収だった。バークシャー・ハサウェイと3Gキャピタルがそれぞれ50%の株式を保有し、3G社が経営を行う。両社は1株あたり72.5ドルを支払った。同年6月に買収が完了した。両社は、バーガーキング元CEOのベルナルド・ヒースをCEOに任命した。3G社はバーガーキングの71%を有する筆頭株主だった。なお、ハインツは約40年間にわたりマクドナルドへケチャップを納入していたが、このような事情から、2013年10月にマクドナルドはハインツとの取引を停止すると発表した。2013年8月13日、ハインツは北米で600人を解雇すると発表した。
2015年3月25日、3Gキャピタルとバークシャー・ハサウェイの主導により、ハインツとクラフト・フーズが合併することが発表された。これにより、世界第5位の食品メーカーが誕生することになる。合併は同年7月2日に完了した。

## ブランド

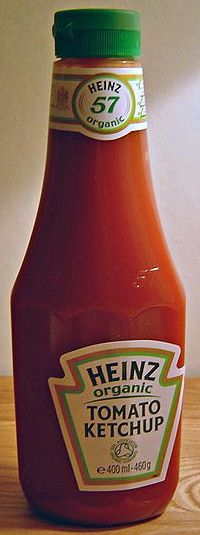
有機農法トマトによるハインツのトマトケチャップ

ハインツが保有していたブランドを以下に示す。
- ABC（英語版）
- Bagel Bites（英語版）
- Bull's-Eye（英語版）
- Classico
- Complan（英語版）
- Daddies（英語版）
- Devour
- De Ruijter（オランダ語版）
- Delimex[44]
- Diana Sauce
- Farex（英語版）
- Greenseas（英語版）
- Heinz（英語版）
- HP Sauce（英語版）
- Jack Daniel's（ソース、ライセンス生産）
- Lea & Perrins（英語版）
- Ore-Ida
- T.G.I. Friday's（冷凍食品、ライセンス生産）
- Wattie's（英語版）
- Weight Watchers（英語版）
- Wyler's（英語版）

### トマトケチャップ
ハインツのケチャップは水分が少なく濃厚であるため、卓上びん入りが主流を占めた時代には、中身を出すためにはふたを取って逆さまにしてからびんの底部を叩く必要があった。チューブ式容器が普及した現在も、こうした「儀式」を懐かしむアメリカ人は多い。同社のCMでタレントの布施博が出演し、「このハインツのケチャップがどれだけ濃厚であるか、今からジェットコースターで試したいと思います」とホットドッグを片手にハインツのケチャップを塗り、乗車中それを持ち、垂れが無い事を実証するCMが流れた。2005年からはノズルを逆にした「逆さケチャップ」を主力商品としている。

## 世界展開

### 日本
ハインツ日本株式会社（ハインツにほんかぶしきがいしゃ、Heinz Japan Ltd.）は、ハインツの日本法人。本社は東京都台東区浅草橋。

#### 沿革
- 1961年 日魯漁業（現：マルハニチロ）との合弁で日魯ハインツ株式会社設立、トマトケチャップ等の販売開始
- 1970年 デミグラスソース販売開始
- 1972年 ホワイトソース販売開始
- 1980年 H.J.ハインツ社の全額出資となる
- 1981年 ハインツ日本株式会社に社名変更
- 1984年 オレアイダが日本で冷凍ポテトを販売開始
- 1987年 オレアイダフーズジャパンを事業統合、冷凍食品市場に参入
- 1993年 本社を東京都文京区に移転
- 2000年 本社を東京都台東区に移転

#### 主力商品
- ケチャップ（ハインツブランド）
- クッキングソース
- パスタソース
- カレー
- スープ
- 冷凍ポテト（オレアイダブランド）
- 冷凍野菜
- チーズドレッシング（クラフトフーズブランド）

ケチャップの日本市場は、カゴメ（60%）と「デルモンテ」ブランドのキッコーマンの2社による寡占状態にある（2023年時点）。2001年にカゴメとの業務・資本提携の準備を進めていたが、2002年予定していた北米事業の野菜ジュース等での販売戦略の相違で、資本提携は中止となった。また、2000年代初頭まではレモン果汁加工や缶入り飲料製造が主力のポッカコーポレーション（現・ポッカサッポロフード&ビバレッジ）と資本業務提携を結んでいたが、同社経営陣とアドバンテッジ パートナーズによるMBO発表により関係を見直され提携は解消されることとなった。